# Mark Delgado
Marco Antonio Delgado (Glendora, 29 de junio de 1995), conocido como Mark Delgado, es un futbolista estadounidense de ascendencia mexicana. Juega en la posición de centrocampista y desde 2022 milita en Los Ángeles FC de la Major League Soccer norteamericana. Integró la selección de su país tanto a nivel sub-18 como sub-20 antes de llegar a la absoluta.

## Trayectoria

### Chivas USA
Delgado fue fichado por el Chivas USA en abril de 2012, cuando tenía dieciséis años. Jugó un partido con el club el 4 de octubre de ese año, en una derrota por 4:0 ante el Vancouver Whitecaps. Entró al campo de juego al minuto 73 en reemplazo de John Valencia.

### Toronto
Fue fichado por el Toronto Football Club en 2015.

## Selección nacional
Ha sido internacional con la selección de Estados Unidos en 6 ocasiones.

## Clubes
| Club               | País           | Año           |
| ------------------ | -------------- | ------------- |
| Chivas USA         | Estados Unidos | 2012-2014     |
| Toronto F. C.      | Canadá         | 2015-2022     |
| Los Angeles Galaxy | Estados Unidos | 2022-2024     |
| Los Ángeles FC     | Estados Unidos | 2025-presente |

## Palmarés

### Títulos nacionales
| Título              | Equipo       | País           | Año  |
| ------------------- | ------------ | -------------- | ---- |
| Major League Soccer | L. A. Galaxy | Estados Unidos | 2024 |